# Peter Farazijn
Peter Farazijn (Diksmuide, Flandes Occidental, 27 de gener de 1969) és un ciclista belga que fou professional entre 1991 i 2004. El seu fill Maxime també s'ha dedicat al ciclisme professionalment.

## Palmarès
- 1994
  - 1r al Gran Premi de Valònia

### Resultats al Tour de França
- 1993. 135è de la classificació general
- 1994. Abandona (14a etapa)
- 1995. 105è de la classificació general
- 1996. 122è de la classificació general
- 1997. 39è de la classificació general
- 1998. 19è de la classificació general
- 1999. 63è de la classificació general
- 2004. 107è de la classificació general

### Resultats al Giro d'Itàlia
- 1992. 74è de la classificació general

### Resultats a la Volta a Espanya
- 2001. 58è de la classificació general
- 2003. No surt (14a etapa)